# サムライの剣
『サムライの剣』（サムライのけん、英語：Sword of the Samurai）は、イギリスのゲームブック。著者はジェイミー・トムソン(en)、マーク・スミス(en)。
『ファイティング・ファンタジー』シリーズ第20巻。原書は1986年にパフィンブックスより刊行され、2006年にウィザードブックスより再刊された。 

## 概要
日本をモチーフとしたファンタジー世界を舞台とし、若きサムライとして活躍する作品。『ファイティング・ファンタジー』シリーズの中でも人気が高く、日本で同シリーズが携帯電話アプリ化される際にスティーブ・ジャクソンが推薦した作品の1つである。
基本的なゲームシステムについてはファイティング・ファンタジー#システムを参照。
本作品独自の要素として、主人公は必殺の特技を修めている。さまざまな矢を射掛ける「弓術」、初太刀で敵に痛打を見舞う「居合術」、身軽に高く跳躍する「猿飛の術」、大小の刀で連続攻撃を仕掛ける「二刀流」の4つの中から1つを選ぶ。
また、サムライの行動規範を表すものとして「名誉点」が設定されている。ゲーム開始時は3点で、立派な振る舞いをすると加算され、敵前逃亡したり虜囚の辱めを受けたりすると減らされる。ゲーム中、特定の行動の可否が名誉点の値に応じて決まる場合がある。そして名誉点が0になったときは、最期の面目を保つためただちに切腹を行い、ゲームオーバーとなる。

### 日本における展開
日本語版は1987年、松坂健による訳で社会思想社の現代教養文庫より刊行された。原書では人気のある本作品だが、日本ではイロモノ扱いを免れないと言われる。「キリンのイラストがどう見てもマンティコア」「亡霊武士が背負う『悪死』と書かれた旗印」など、日本人にとってちぐはぐな描写が多く、わきあかつぐみは松坂の苦労をしのんで「歴代の翻訳家の先生の中で、実は一番エライんじゃないかと思う」と述べている。
『RPGamer』Vol.10には、田中としひさによるd20システムを使用したリプレイ漫画が掲載された。ただしシリーズ他作品のようにd20システム用シナリオが公刊されているわけではないので、『オリエンタルアドベンチャー』のルールを流用している。その結果アジア風の要素が混入し、キャラクターの装備にはおよそサムライの物とは見えない武具もある。出版されていない『サムライの剣』を題材に選んだ理由は「この企画ページでバカな内容の部分がほしかっただけ」と語られている。
2008年には、デジタル・メディア・ラボにより携帯電話アプリ『サムライの刀』としてリメイクされ、同じ加賀電子系列のサイバーフロントが配信を行った。これは2012年2月29日に終了した。
2009年には、ホビージャパンのHJ文庫Gから『サムライ・ソード』のタイトルで出版された。アプリ版同様にデジタル・メディア・ラボの翻訳だが、訳語は社会思想社版から徹底的に変更されており、榛名まおによるライトノベル風のイラストが入る。無色透明で「君」とだけ呼ばれていた主人公は生真面目な青年「四根今直（しね いますぐ）」として設定され、原作では敵が背負っていた「悪死」の旗印は今直のものになっている。さらに大鬼との決戦時に集まる仲間は人間・動物を問わず全員美少女キャラクターへと萌え擬人化されている。

## あらすじ
サムライの剣
暗黒大陸クールの東端には、山と海によって外部から隔絶され独自の文化が発展した八幡国（はちまんこく）がある。ある日、今市（こんいち）の都にて八幡国を治める将軍・長谷川喜平（はせがわ きへい）のもとから “鍔鳴りの太刀” が盗まれ、鬼軽城に住まう闇将軍イキルの手に落ちた。国の魂とも呼ばれるかの宝刀の威光なくしては、いずれ長谷川将軍の統治体制は瓦解し、暗黒時代が到来するだろう。将軍指南役を務める若きサムライは、“鍔鳴りの太刀” 奪還のため旅立つ。
すでに国は乱れ始めており、大名の中には貞信公のように将軍の位を僭称する者も現れている。鬼軽城への道に最後に立ちはだかる大鬼とは、時空を越えた闘技場で互いの味方を呼び出して戦うことになる。
サムライ・ソード
クール大陸の東に位置する蜂漫国。紺壱の都に座する将軍・馳皮奇兵のもとから神剣《鳴神の太刀》が盗まれ、御仁駆城に住まう闇将軍・鋳切の手に落ちた。若くして将軍指南役を務める四根今直は、主君の命を受け《鳴神の太刀》奪還のため旅立つ。
統治者の証たる神剣が失われたことはすでに噂となっており、大名の中には津江鎮公のように将軍の位を僭称する者も現れている。御仁駆城への道に最後に立ちはだかる大鬼（ダイ・オニ）とは、召喚闘獣を繰り出す《八界相剋戦》で決着をつけることになる。

## 訳語
前述の通り、社会思想社版とホビージャパン版では訳語が異なっている。一例としてあらすじに登場する固有名詞の違いをここにあげる。
| 原語                     | 分類     | 社会思想社版 （松坂健 訳） | ホビージャパン版 （デジタル・メディア・ラボ訳） |
| ------------------------ | -------- | -------------------------- | ----------------------------------------------- |
| Hachiman                 | 地名     | 八幡                       | 蜂漫                                            |
| Konichi                  | 地名     | 今市                       | 紺壱                                            |
| Hasekawa Kihei           | 人名     | 長谷川喜平                 | 馳皮奇兵                                        |
| Ikiru                    | 人名     | イキル                     | 鋳切                                            |
| Dai-Katana Singing Death | アイテム | 鍔鳴りの太刀               | 鳴神の太刀                                      |
| Onikaru                  | 地名     | 鬼軽                       | 御仁駆                                          |
| Tsietsin                 | 人名     | 貞信（公）                 | 津江鎮（公）                                    |

社会思想社版のいくつかの固有名詞は同社から発行された「タイタン（安田均訳）」でも使用され、2010年代に発行された「アドバンスト・ファイティング・ファンタジー第2版ルールブック」やそのサプリメントでも使用されている。

### 悪死
「悪死」という言葉は訳者に依存しない単語である。
この言葉は作品に登場する亡霊武者が背負う旗に書かれていた文字で、P.A.ジョーンズ(en)による表紙のイラストにも漢字で書かれていた。ウィザード・ブックスによる復刊版の表紙（M.グラント(en)）にもこの旗は登場している。
「悪」も「死」も悪役を想起させる文字だが、2つ並べると「悪が死ぬ」とも読める。このため日本ではこの語に違和感を覚える人が少なくなかったとされる（「日本における展開」節も参照）。この本の新訳がホビージャパンから発売された際には表紙イラストも新規に描かれ（榛名まお）、この旗は主人公が背負っている。
2019年に発売された "Return to the Pit"（邦題『真・モンスター事典』）では、「アンデッド・サムライ（亡霊武者）は自分の名前が書かれた旗を掲げる」という設定があり「悪死」はこの亡霊の名前であるという説明がされた。

## 書誌情報
- 『サムライの剣』社会思想社〈現代教養文庫〉、1987年7月。ISBN 4-390-11163-9
  - 著：ジェイミー・トムソン、マーク・スミス / 表紙イラスト：P・A・ジョーンズ / 本文イラスト：アラン・ラングフォード / 訳：松坂健
- 『サムライ・ソード』ホビージャパン〈HJ文庫G〉、2009年4月。ISBN 978-4-89425-853-2
  - 著：スティーブ・ジャクソン、イアン・リビングストン[注 1] / イラスト：榛名まお / 訳：デジタル・メディア・ラボ